# Scardon
Scardon – rzeka we Francji, przepływająca przez teren departamentu Somma, o długości 12,4 km. Stanowi dopływ rzeki Somma.